# Готовцева, Анна Ивановна
Анна Ивановна Гото́вцева (1799—1871) — русская поэтесса, писательница.

## Биография
Родилась в 1799 году в дворянской семье в селе Панфилово Буйского уезда Костромской губернии — дочь Ивана Михайловича (1745—1820) и Анастасии Петровны Готовцевых.
Получила домашнее образование.
Встреча с литератором, директором училищ Костромской губернии Ю. Н. Бартеневым побудила её к поэтическому творчеству. Самые ранние из сохранившихся стихов датированы 1823 годом; печататься начала в 1826 году в журналах «Сын Отечества» и «Московский телеграф»: «Одиночество», «К N. N., нарисовавшей букет поблекших цветов».
При посредстве Ю. Н. Бартенева познакомилась в Костроме с П. А. Вяземским, беседы с которым и его советы произвели на Готовцеву сильное впечатление. В 1828 году Готовцева передала ему стихотворение «А. С. П<ушкину>» («О, Пушкин, слава наших дней…»), где, воздавая должное гениальному поэту, полемизировала с его «Отрывками из писем, мыслями и замечаниями»: в них утверждалось, что женщины лишены «чувства изящного», не способны постичь «поэтическую гармонию». Это стихотворение вместе с написанным по настоянию Вяземского «Ответом А. И. Г.» А. С. Пушкина и «Стансами» («Анне Ивановне Г.») самого Вяземского было опубликовано в журнале «Северные цветы» в 1829 году. Там же — дружеское послание Готовцевой «Ю. Н. Бартеневу», в котором, несмотря на условные формулы этого жанра, выразилась неподдельная благодарность адресату и русским поэтам, образовавшим её душу.
Отличительное свойство стихов А. И. Готовцевой — камерность, им присуща грусть, эмоциональная окрашенность. В РГАЛИ хранится тетрадь стихотворений Готовцевой 1823—1850 гг., большинство из которых (37 из 47) остались неопубликованными.
В последние десятилетия большую часть года А. И. Готовцева проживала в усадьбе Подберезье, в литературном мире сохранила отношения главным образом с Бартеневым и поэтом Н. Ф. Щербиной.
Скончалась 17 (29) июля 1871 ода и похоронена в селе Карабаново Костромского уезда.

## Семья
Вышла замуж за сына П. Я. Корнилова, Павла Петровича (13.05.1803—21.06.1864), который в 1846 году служил помощником управляющего Костромской удельной палатой. Их дети:
- Юрий (06.01.1835—1897?)
- Николай (12.08.1836—?)
- Надежда (1841—?)
- Мария
- Екатерина